# Centre Excursionista Tarragona
El Centre Excursionista Tarragona (CET) és una entitat excursionista amb seu a Tarragona que va ser creada el 12 de desembre de 1972, amb la fusió de dues associacions excursionistes de la ciutat, el Grup Excursionista Muntanyenc, fundat el 1923, i l'Agrupació Excursionista Ginesta, fundada el 1929, les quals havien desaparegut després de la Guerra Civil Espanyola i no van renéixer fins als anys cinquanta.
El Centre Excursionista Tarragona disposa de seccions d'escalada, grup alpí i un esplai. La secció d'escalada fou campiona de Catalunya d'escalada esportiva durant tres anys i obrí vies de dificultat a les comarques tarragonines, a les parets del Troll, a Noruega, i al Yosemite, als Estats Units. El grup alpí coronà cims com el Broad Peak pel vessant xinès, obrí una nova via al Cho Oyu i formà part de les primeres ascensions estatals al Nun i a l'Annapurna central. Organitzà l'ascenció encadenada de dos vuit mils, el Cho Oyu i el Shisha Pangma, en l'expedició batejada com "Tarragona 16.000". Alguns dels seus socis són Òscar Cadiach, Josep Maria Maixé Pasano, Joan Tomàs Gebellí Jové, Jaume Garrosset Gorgas, Rafael López Monné, Xavi Aimar, Bernabea Vicente i el paralímpic Rafael Llàtser. Gestiona els refugis d'Albarca i de la Figuera a la serralada del Montsant. Publica la revista Camins d'Aventura, i el 2011 disposava d'uns 500 socis afiliats.
Fruit de la seva tasca com a club excursionista el CET va arribar a acumular un important fons integrat per 15 caixes d'arxiu i 328 fotografies, documentació generada o rebuda pel mateix Centre Excursionista entre els anys 1928 i 2013. El Centre també era dipositari del fons fotogràfic Leandre Lerín, integrat per 7 àlbums que contenen 1.939 positius en paper i instantànies captades entre els anys 1921 i 1969, per aquest membre fundador del Grup Excursionista Muntanyec, un dels precedents del CET. Aquest fons conté imatges de campaments, dels diferents aplecs excursionistes fets al territori i tota mena de sortides arreu del territori català i de l'estat. El 2018 el Centre Excursionista Tarragona va cedir a la ciutat de Tarragona el seu fons i el de Leandre Lerín.